# Vauquelin (contratorpedeiro de 1932)
O Vauquelin foi um contratorpedeiro operado pela Marinha Nacional Francesa e a primeira embarcação da Classe Vauquelin, seguido pelo Tartu, Kersaint, Maillé Brézé, Cassard e Chevalier Paul. Sua construção começou em março de 1930 no Ateliers et Chantiers de France em Dunquerque e foi lançado ao mar em setembro de 1932, sendo comissionado em junho do ano seguinte. Era armado com cinco canhões de 138 milímetros e sete tubos de torpedo de 550 milímetros, tinha um deslocamento carregado de mais de três mil toneladas e alcançava uma velocidade máxima de 36 nós.
O Vauquelin passou a maior parte de sua carreira no Mar Mediterrâneo, tendo sido um dos navios que ajudou a aplicar o acordo de não intervenção durante a Guerra Civil Espanhola. A Segunda Guerra Mundial começou em setembro de 1939, mas o navio pouco fez antes da derrota da França em junho do ano seguinte. Depois disso praticamente não saiu de Toulon, sendo deliberadamente afundado em 27 de novembro de 1942 para que não fosse tomado pelos alemãs. Seus destroços permaneceram naufragados no porto praticamente intocados até serem desmontados no local em 1951.